# Appertiella hexandra
Appertiella hexandra C.D.K. Cook & Triest – gatunek trawy morskiej z monotypowego rodzaju Appertiella z rodziny żabiściekowatych, endemiczny dla Madagaskaru, opisany w 1982 roku na podstawie okazu zielnikowego, znalezionego w 1964 przez P.O. Apperta na południe od Manja. Holotyp gatunku znajduje się w herbarium Uniwersytetu Zuryskiego. 

## Systematyka
Należy do monotypowego rodzaju Appertiella, zaliczanego do podrodziny Hydrilloideae, wchodzącej w skład rodziny żabiściekowatych (Hydrocharitaceae), która należy z kolei do rzędu żabieńcowców (Alismatales).
Gatunek miał przez jakiś czas nieustalony status taksonomiczny. Bazy nazw taksonów roślinnych Tropicos (Missouri Botanical Garden) i The Plant List (kooperacja międzynarodowa) uznawały jego status za nierozwiązany. Baza Plants of the World online zaakceptowała gatunek.